# Gustavo Peña
Gustavo Peña   (Talpa de Allende, 22 de novembre de 1942 - Ciutat de Mèxic, 19 de gener de 2021) fou un futbolista mexicà.

## Selecció de Mèxic
Va formar part de l'equip mexicà a la Copa del Món de 1966. Fou jugador de clubs com CD Oro, Cruz Azul, Monterrey o Club de Fútbol Laguna.